# Bola de Ouro
Die Bola de Ouro (deutsch: Goldener Ball) ist eine brasilianische Fußball-Auszeichnung, die seit 1973 jedes Jahr von dem Magazin Placar an den besten Spieler des Campeonato Brasileiro de Futebol, der brasilianischen Meisterschaft, vergeben wird. Der Preis ist vergleichbar mit dem eines Fußballers des Jahres in anderen Ländern. Dieser Tage steht die Auszeichnung aber in Konkurrenz zum Prêmio Craque do Brasileirão, der seit 2005 gemeinsam vom Brasilianischen Verband und dem Fernsehsender Rede Globo verliehen wird.
Placar vergibt nach jedem Spieltag der Série A Benotungen für die einzelnen Spieler aus und die Bola de Ouro wird am Saisonende an den Spieler der besten Gesamtbenotung vergeben. Dadurch kommt die Vielzahl der im Ausland spielenden brasilianischen Profis, darunter fast alle Nationalspieler, nicht in die Wertung.
An die bestbenoteten Spieler auf jeder einzelnen Spielposition wird die Bola de Prata (Silberner Ball) vergeben.
Seit der Saison 2021 ermittelt ESPN auch die besten Spielerinnen (Bola de Ouro) und Mannschaften (Bola de Prata) aus der Série A1 der Campeonato Brasileiro de Futebol Feminino.

## Bola-de-Ouro-Preisträger
1970 und 1972 wurde der Preis noch nicht vergeben, doch nach Ablauf der Saison hatten folgende Spieler die höchste Wertung:
- 1970:  Francisco Reyes (Flamengo Rio de Janeiro)
- 1972:  Elías Figueroa (Internacional Porto Alegre)

| Jahr | Spieler                      | Nationalität        | Verein                        |
| ---- | ---------------------------- | ------------------- | ----------------------------- |
| 1971 | Dirceu Lopes Mendes          | Brasilien           | Cruzeiro Belo Horizonte       |
| 1973 | Agustín Cejas Atilio Ancheta | Argentinien Uruguay | FC Santos Grêmio Porto Alegre |
| 1974 | Zico                         | Brasilien           | Flamengo Rio de Janeiro       |
| 1975 | Valdir Peres                 | Brasilien           | FC São Paulo                  |
| 1976 | Elías Figueroa               | Chile               | Internacional Porto Alegre    |
| 1977 | Toninho Cerezo               | Brasilien           | Atlético Mineiro              |
| 1978 | Paulo Roberto Falcão         | Brasilien           | Internacional Porto Alegre    |
| 1979 | Paulo Roberto Falcão         | Brasilien           | Internacional Porto Alegre    |
| 1980 | Toninho Cerezo               | Brasilien           | Atlético Mineiro              |
| 1981 | Paulo Isidoro                | Brasilien           | Atlético Mineiro              |
| 1982 | Zico                         | Brasilien           | Flamengo Rio de Janeiro       |
| 1983 | Roberto Costa                | Brasilien           | Athletico Paranaense          |
| 1984 | Roberto Costa                | Brasilien           | CR Vasco da Gama              |
| 1985 | Marinho                      | Brasilien           | Bangu AC                      |
| 1986 | Careca                       | Brasilien           | FC São Paulo                  |
| 1987 | Renato Gaúcho                | Brasilien           | Flamengo                      |
| 1988 | Cláudio Taffarel             | Brasilien           | Internacional Porto Alegre    |
| 1989 | Ricardo Rocha                | Brasilien           | FC São Paulo                  |
| 1990 | César Sampaio                | Brasilien           | FC Santos                     |
| 1991 | Mauro Silva                  | Brasilien           | CA Bragantino                 |
| 1992 | Júnior                       | Brasilien           | Flamengo Rio de Janeiro       |
| 1993 | César Sampaio                | Brasilien           | Palmeiras São Paulo           |
| 1994 | Márcio Amoroso               | Brasilien           | Guarani FC                    |
| 1995 | Giovanni                     | Brasilien           | FC Santos                     |
| 1996 | Djalminha                    | Brasilien           | Palmeiras São Paulo           |
| 1997 | Edmundo                      | Brasilien           | CR Vasco da Gama              |
| 1998 | Edílson                      | Brasilien           | Corinthians São Paulo         |
| 1999 | Marcelinho Carioca           | Brasilien           | Corinthians São Paulo         |
| 2000 | Romário                      | Brasilien           | CR Vasco da Gama              |
| 2001 | Alex Mineiro                 | Brasilien           | Athletico Paranaense          |
| 2002 | Kaká                         | Brasilien           | FC São Paulo                  |
| 2003 | Alex                         | Brasilien           | Cruzeiro Belo Horizonte       |
| 2004 | Robinho                      | Brasilien           | FC Santos                     |
| 2005 | Carlos Tévez                 | Argentinien         | Corinthians São Paulo         |
| 2006 | Lucas                        | Brasilien           | Grêmio Porto Alegre           |
| 2007 | Thiago Neves                 | Brasilien           | Fluminense Rio de Janeiro     |
| 2008 | Rogério Ceni                 | Brasilien           | FC São Paulo                  |
| 2009 | Adriano                      | Brasilien           | Flamengo Rio de Janeiro       |
| 2010 | Darío Conca                  | Brasilien           | Fluminense Rio de Janeiro     |
| 2011 | Neymar                       | Brasilien           | FC Santos                     |
| 2012 | Ronaldinho                   | Brasilien           | Atlético Mineiro              |
| 2013 | Éverton Ribeiro              | Brasilien           | Cruzeiro Belo Horizonte       |
| 2014 | Ricardo Goulart              | Brasilien           | Cruzeiro Belo Horizonte       |
| 2015 | Renato Augusto               | Brasilien           | Corinthians São Paulo         |
| 2016 | Gabriel Jesus                | Brasilien           | Palmeiras São Paulo           |
| 2017 | Jô                           | Brasilien           | Corinthians São Paulo         |
| 2018 | Dudu                         | Brasilien           | Palmeiras São Paulo           |
| 2019 | Gabriel Barbosa              | Brasilien           | Flamengo Rio de Janeiro       |
| 2020 | Claudinho                    | Brasilien           | Red Bull Bragantino           |
| 2021 | Hulk                         | Brasilien           | Atlético Mineiro              |
| 2022 | Gustavo Scarpa               | Brasilien           | Palmeiras São Paulo           |
| 2023 | Luis Suárez                  | Uruguay             | Grêmio Porto Alegre           |
| 2024 | Estêvão                      | Brasilien           | Palmeiras São Paulo           |

## Preisträgerinnen der Bola de Ouro
| Jahr | Spieler              | Nationalität | Verein                |        |
| ---- | -------------------- | ------------ | --------------------- | ------ |
| 2021 | Bia Zaneratto        | Brasilien    | Palmeiras São Paulo   | [ 8 ]  |
| 2022 | Adriana              | Brasilien    | Corinthians São Paulo | [ 9 ]  |
| 2023 | Aline Gomes          | Brasilien    | Ferroviária           | [ 10 ] |
| 2024 | Victória Albuquerque | Brasilien    | Corinthians São Paulo | [ 11 ] |